# Majasaari (ö i Södra Savolax, Nyslott, lat 62,19, long 28,51)
Majasaari är en ö i Finland. Den ligger i sjön Enonvesi och i kommunen Nyslott i  landskapet Södra Savolax, i den sydöstra delen av landet, 290 km nordost om huvudstaden Helsingfors. Öns area är 4,9 hektar och dess största längd är 420 meter i öst-västlig riktning.